# Rasmus Jönsson
Rasmus Jönsson (* 27. Januar 1990 in Viken, Gemeinde Höganäs) ist ein schwedischer Fußballspieler. Der Stürmer stand zuletzt bei Helsingborgs IF unter Vertrag.

## Karriere

### Karrierestart und Durchbruch in Schweden
Jönsson begann mit dem Fußballspielen bei Vikens IK in seinem Heimatort. 2002 wechselte er als Zwölfjähriger in die Jugendabteilung des bis dato viermaligen schwedischen Meisters Helsingborgs IF. Hier durchlief er die einzelnen Jugendmannschaften und machte 2007 die Verantwortlichen des Svenska Fotbollförbundet auf sich aufmerksam. Bei seinem Debüt in der schwedischen U-17-Auswahlmannschaft am 17. Juli des Jahres erzielte er den spielentscheidenden Treffer zum 1:0-Erfolg über die norwegische Nachwuchsnationalmannschaft.
In der Folge hielt Jönsson sich im Kader der Nachwuchsnationalmannschaften und rückte Anfang 2008 in den Profikader seines Klubs auf. Zu seinem Erstligadebüt kam er am ersten Spieltag der Spielzeit 2008, als Trainer Bo Nilsson ihn kurz vor Spielende beim 3:0-Auswärtssieg bei GIF Sundsvall für Razak Omotoyossi einwechselte. In der Folge kam er zunächst unregelmäßig als Einwechselspieler zum Einsatz, ehe er nach dem Wechsel Omotoyossis zum saudi-arabischen Klub Al-Nasr im Sommer des Jahres zum Stammspieler an der Seite von Henrik Larsson und René Makondele in der Offensive des Vereins avancierte. Am 22. Spieltag gelangen ihm beim 4:3-Auswärtserfolg bei IFK Norrköping seine ersten beiden Tore in Schwedens Eliteserie. Nachdem er sich im Angriff seines Klubs festgespielt hatte, nominierten Jörgen Lennartsson und Tommy Söderberg, die Auswahltrainer der schwedischen U-21-Nationalmannschaft, ihn 2009 für die Auswahlmannschaft. Beim 2:1-Erfolg über die belgischen U-21-Nationalmannschaft am 31. März des Jahres debütierte er an der Seite des zweifachen Torschützen Sebastian Rajalakso im Sturm der Mannschaft.
Im weiteren Verlauf des Jahres hatte Jönsson sich endgültig als Stammkraft im Angriff seines Klubs etabliert. Unter Trainer Bo Nilsson bestritt er 26 Saisonspiele und führte den Klub mit acht Saisontoren auf den achten Rang der Spielzeit 2009. Nachdem Conny Karlsson das Traineramt zur folgenden Spielzeit übernommen hatte, spielte er mit der Mannschaft an der Seite von Ardian Gashi, Erik Edman, Mattias Lindström und Erik Sundin um den Meistertitel. Auch nach der Verpflichtung Alexander Gerndts im Saisonverlauf Stammspieler, trug er mit sechs Saisontoren und acht Torvorlagen zum zweiten Tabellenplatz hinter Malmö FF bei. Dennoch blieb die Spielzeit nicht ohne Titelgewinn, nach Saisonabschluss stand er mit dem Klub im Endspiel um den Landespokal. Im Spiel gegen Hammarby IF erzielte er in der 80. Spielminute den spielentscheidenden Treffer zum 1:0-Erfolg. Im Januar 2011 kam Jönsson dann in zwei Testspielen für die schwedische A-Nationalmannschaft zum Einsatz.

### Wechsel ins Ausland
Am 29. August 2011 verpflichtete der VfL Wolfsburg Jönsson. Er unterschrieb einen Vier-Jahres-Vertrag bis zum 30. Juni 2015 und erhielt die Rückennummer 19. Am 29. Januar 2013 wechselte Jönsson bis Saisonende auf Leihbasis in die 2. Bundesliga zum FSV Frankfurt. Zur Saison 2013/14 wurde er an den dänischen Erstligisten Aalborg BK verliehen. Zur Saison 2014/15 wurde Jönsson schließlich fest verpflichtet. 2016 wurde er von Odense BK verpflichtet und spielte dort bis 2018. Anschließend war er nochmal für Helsingborgs IF aktiv, ehe er 2019 einen Vertrag in Thailand beim dortigen Spitzenclub Buriram United unterschrieb.

### Rückkehr nach Schweden
Nach einem Jahr in Asien kehrte Jönsson im Januar 2020 zurück nach Schweden und schloss sich erneut seinem ehemaligen Verein Helsingborgs IF an, der zwischenzeitlich wieder in die Allsvenskan aufgestiegen war. Nach dem verpassten Klassenerhalt schaffte er mit der Mannschaft in der Zweitliga-Spielzeit 2021 den direkten Wiederaufstieg, dazu hatte er mit drei Toren in 27 Spielen als Stammspieler beigetragen. In der Spielzeit 2022 verlor er im Saisonverlauf seinen Stammplatz, kam aber dennoch erneut zu 27 Saisonspielen. Abermals verpasste der Klub den Klassenerhalt. In einer von Verletzung überschatteten Zweitliga-Spielzeit 2023 bestritt er zehn Saisonspiele und stand dabei nur in sechs Partien in der Startformation. Unter Interimstrainer Stuart Baxter wurde der mögliche Absturz in die drittklassige Division 1 erst am letzten Spieltag verhindert. Nach Auslaufen seines Vertrags nach Saisonende verließ er den Klub nach insgesamt 325 Einsätzen in der Erwachsenenmannschaft.

## Erfolge
- Schwedischer Pokalsieger: 2010, 2011
- Schwedischer Meister: 2011
- Schwedischer Superpokalsieger: 2011
- Dänischer Meister: 2014
- Dänischer Pokalsieger: 2014